# Moro Moro
Moro Moro ist eine Ortschaft im Departamento Santa Cruz im südamerikanischen Anden-Staat Bolivien. Die Gemeinde ist am 4. Mai 1841 durch Don Juan Lorenzo Méndez gegründet worden.

## Lage im Nahraum
Moro Moro ist der zentrale Ort des Municipios Moro Moro in der Provinz Vallegrande. Die Ortschaft liegt auf einer Höhe von 2369 m am Oberlauf des Río Pajcha, einem linken Zufluss des Río Mizque, der wenige Kilometer unterhalb der Pajcha-Mündung in den Río Grande mündet. Die landwirtschaftlich nutzbare Fläche um Moro Moro herum beträgt nur wenige Quadratkilometer, die Bergrücken östlich der Ortschaft erheben sich bis auf fast 3000 m Höhe.

## Geographie
Moro Moro liegt im Übergangsbereich zwischen der Anden-Gebirgskette der Cordillera Oriental im Norden und der Cordillera Central im Südwesten, und dem bolivianischen Tiefland im Osten. Das Klima in der geschützten Tallage ist ganzjährig gemäßigt und ausgeglichen, weniger mild als im benachbarten Municipio Vallegrande.
Die mittlere Durchschnittstemperatur der Region liegt bei 13 °C (siehe Klimadiagramm Moro Moro) und schwankt nur unwesentlich zwischen 10 °C im Juli und 15 °C von November bis Januar. Der Jahresniederschlag beträgt etwa 560 mm, mit einer Trockenzeit von Mai bis September mit Monatsniederschlägen unter 20 mm, und einer Feuchtezeit von Dezember bis Februar mit knapp über 100 mm Monatsniederschlag.

## Verkehrsnetz
Moro Moro liegt in einer Entfernung von 309 Straßenkilometern südwestlich von Santa Cruz, der Hauptstadt des gleichnamigen Departamentos.
Von Santa Cruz führt die asphaltierte Nationalstraße Ruta 7 in westlicher Richtung nach Cochabamba und erreicht nach 187 Kilometern über Samaipata und La Angostura die Kleinstadt Mataral. Von dort zweigt die Ruta 22 in südlicher Richtung ab und erreicht nach 28 Kilometern Trigal und nach weiteren 25 Kilometern die Provinzhauptstadt Vallegrande. Zwei Kilometer südlich von Trigal zweigt eine Landstraße nach Westen ab und führt über das fünf Kilometer entfernte San Juan del Chaco in das 37 Kilometer entfernte Moro Moro und überwindet dabei Passhöhen bis zu 2850 m.

## Bevölkerung
Die Einwohnerzahl der Ortschaft ist in den vergangenen beiden Jahrzehnten um etwa die Hälfte angestiegen:
| Jahr | Einwohner | Quelle       |
| ---- | --------- | ------------ |
| 1992 | 424       | Volkszählung |
| 2001 | 551       | Volkszählung |
| 2012 | 625       | Volkszählung |
| 2024 |           | Volkszählung |